# Megaselia woodi
Megaselia woodi är en tvåvingeart som först beskrevs av William Lundbeck 1922.  Megaselia woodi ingår i släktet Megaselia och familjen puckelflugor. Arten är reproducerande i Sverige. Inga underarter finns listade i Catalogue of Life.